# Stormtruppseffekten
Stormtruppseffekten, en. stormtrooper effect, är en iakttagelse över hur filmfigurers skyttefärdigheter varierar med deras scentid och vilken sida de kämpar för. Ett lysande exempel är skillnaden mellan amerikanska och japanska soldaters förmåga i Windtalkers. Andra exempel är James Bond och Stjärnornas krig. Uttrycket härstammar från Star Wars-filmerna där stormtrupperna inte lyckas träffa hjältarna trots sin överlägsenhet i antal, militära träning och vapen. Detta trots att de tidigare visat sig vara mycket effektiva i strid mot mindre viktiga figurer. Obi-Wan Kenobi kommenterar till och med vid ett tillfälle att stormtrupperna är mycket effektiva och träffsäkra.

## En-åt-gången-attack
Ett liknande fenomen, som förekommer i närstridsscener, är att endast en i taget av hjältens motståndare anfaller. De andra rör sig vanligen runt de som slåss så att det inte ska se ut som att de bara står och väntar. När hjälten har slagit ner en motståndare anfaller nästa.